# Lungomare di San Benedetto del Tronto
Il Lungomare di San Benedetto del Tronto  è un lungo viale alberato (il percorso promiscuo pedonale, ciclabile e veicolare, largo oltre 40 metri e lungo circa 5 km) che costeggia il mare Adriatico si sviluppa dalla Rotonda Giorgini (Piazza Carlo Giorgini) alla Rotonda di Porto d'Ascoli (Piazza Salvo D’Acquisto). Caratteristica peculiare del Lungomare di San Benedetto è divenuta infatti l’abbondante presenza di migliaia di palme, tra le 7000 e le 10.000, in prevalenza della specie Phoenix canariensis e Phoenix sylvestris. Grazie sia alla propria peculiarità che alle caratteristiche paesaggistiche, ha dato il nome all'intera zona litoranea sambenedettese, di Riviera delle Palme.

## Storia
(Donatella Bianchi, in un capitolo del libro Le 100 perle del mare italiano.)

### Descrizione

Il lungomare Bruno Buozzi (oggi Viale Bruno Buozzi).

Progettato agli inizi degli anni trenta, il primo tratto del "lungomare Cristoforo Colombo" (l'attuale Viale Bruno Buozzi), è stato inaugurato, il 30 luglio del 1932, il lungomare di San Benedetto del Tronto, ad oggi mantiene ancora la stessa impostazione. l’Azienda Autonoma di Soggiorno e Turismo di San Benedetto del Tronto, diede l'incarico al modenese ingegnere Luigi Onorati di progettare una strada che costeggia la spiaggia, per migliorare le attrattive turistiche della cittadina, che nel 1865, fu una delle prime località marittime dell'Adriatico ad avere inaugurato uno stabilimento balneare lo Stabilimento Bagni.
Il progetto prevedeva una sede stradale di 30 metri e ampi marciapiedi, una piazza "Rotonda a Mare" con una fontana (attuale Rotonda Giorgini), diversi campi da tennis e la "Palazzina Azzurra";  furono installate balaustre in cemento, per un tratto di circa un chilometro e mezzo, con scalinate di accesso alla spiaggia, furono piantate centinaia di palme della specie delle canarie, da datteri, nana e altre piante fra cui tamerici e centinaia di oleandri in varie colorazioni bianco, rosa, rosso e variegato. Il tratto iniziale del lungomare era ed è caratterizzato dalla presenza di decine di villini in stile Liberty.
Negli anni 30, la località di Porto d'Ascoli, oggi quartiere cittadino, venne incorporata al nucleo urbano di San Benedetto del Tronto, il lungomare di San Benedetto venne unito a quello di Porto d'Ascoli. Negli anni del boom economico, ci fu la ristrutturazione dell'intero viale, la costruzione di nuove strutture ricettive, alberghi e stabilimenti balneari, San Benedetto in quei anni iniziava ad imporsi come meta di villeggiatura di primaria importanza, del medio versante adriatico, il lungomare era, ed è tutt'oggi, l'attrazione paesaggistica più importante della città.

### Dalla Seconda guerra mondiale all'attuale lungomare

Tratto pedonale del Lungomare nord negli anni 50

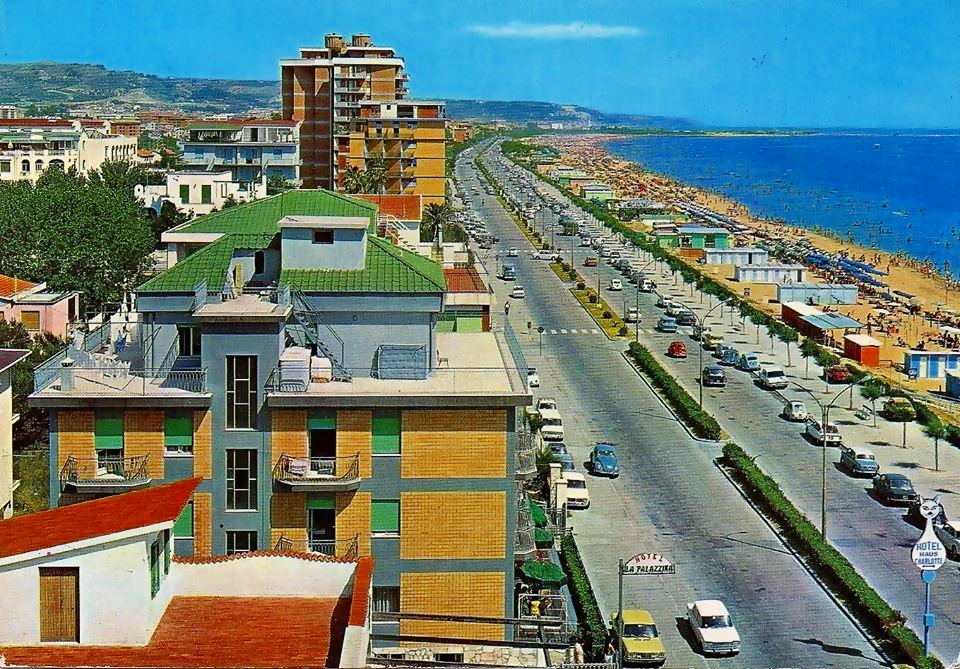
Il lungomare negli anni 60/70

Durante Seconda guerra mondiale, la città venne colpita da pesanti bombardamenti nel 1943 e nel 1944, il lungomare venne particolarmente danneggiato e soltanto dopo le operazioni belliche fu ricostruito.
Nel 1946 in occasione del cambiamento di alcune vie cittadine, deliberato nell’agosto del 1945, il Lungomare Tommaso di Savoia viene intestato a Bruno Buozzi.
Nel 1948 il Ministero dei lavori pubblici stanzia i primi fondi per la definitiva sistemazione del Lungomare sino nella località di Porto d'Ascoli.
Nel 1951, su disegno dell’ing. Onorati, l’Azienda Autonoma di Soggiorno delibera la costruzione di un padiglione per
servizi vari, sul suolo demaniale prospiciente viale Trieste, con gabinetti, docce, guardia medica, locale con parrucchiere, bar, cabina telefonica. Il “padiglione”, denominato La Caravella, nel 1957 diventa locale di intrattenimento e, in prosieguo di tempo, assumerà il nome di Kon-tiki, tutt'oggi ancora presente con la medesima denominazione.  Alcune famiglie residenti in prossimità del lungomare, nel tratto in cui prende il nome di Guglielmo Marconi, richiedono l’installazione di fontanine e docce perché il tratto ne è assolutamente sprovvisto. Dopo i lavori affidati di nuovo all’ing. Onorati, il lungomare di San Benedetto del Tronto è definitivamente completato in tutta la sua intera lunghezza.
Negli anni novanta, sui circa 5 km del lungomare viene realizzata, utilizzando una porzione della sede stradale, la pista ciclabile, la prima di tutta il territorio provinciale.
Con gli anni 2000, il lungomare sud è stato oggetto di una profonda riqualificazione, su progetto dell'architetto Farnush Davarpanah, dirigente del comune per la opere pubbliche, il tratto, si sviluppa da Piazza Salvo D’Acquisto, in località Porto d'Ascoli, fino al palazzo Las Vegas per 2 km complessivi. Nel 2007, furono completati i lavori di riqualificazione.

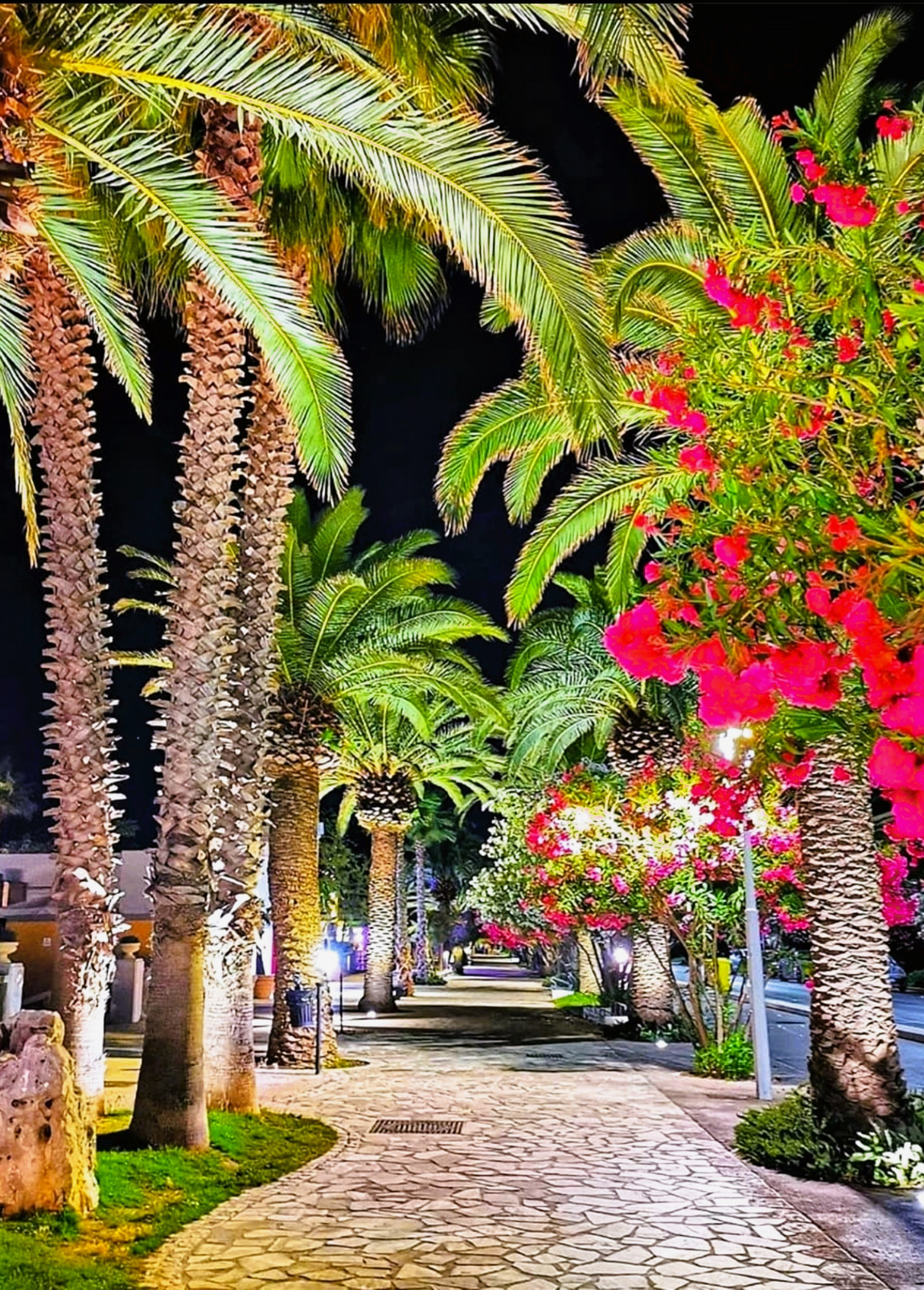
Tratto pedonale riqualificato del lungomare nord

Dai primi anni duemila, tutto il comprensorio della Riviera delle Palme è infestato da il coleottero punteruolo rosso della palma. Negli anni, sono state colpite decine di 
palma delle Canarie presenti sul lungomare sambenedettese. l’Amministrazione comunale ha provveduto ad un programma di "lotta al punteruolo rosso", di sottoporre a trattamento preventivo le palme infestate, e di reimpianto di palme in sostituzione di quelle abbattute a causa del punteruolo rosso con nuovi esemplari.
Nel 2012, durante le celebrazioni per gli 80 anni dall'inaugurazione del lungomare, fu presentato un primo stralcio del progetto per la riqualificazione.
Nel gennaio 2015, si è tenuta la presentazione del progetto di riqualificazione del lungomare nord.
Dal 1967 sul lungomare è posizionato il traguardo della corsa ciclistica a tappe Tirreno-Adriatico. Nel 2012, ha ospitato le gare su strada del Campionato del Mondo di Pattinaggio.
(Vanessa Incontrada, dopo le riprese della serie televisiva Scomparsa trasmessa su Rai 1.)
Nell'agosto 2022 sono stati festeggiati i 90 anni del lungomare, per l'occasione il Circolo dei Sambenedettesi ha voluto realizzare un docufilm, una memoria destinata alle generazioni future.

## Lungomare nord

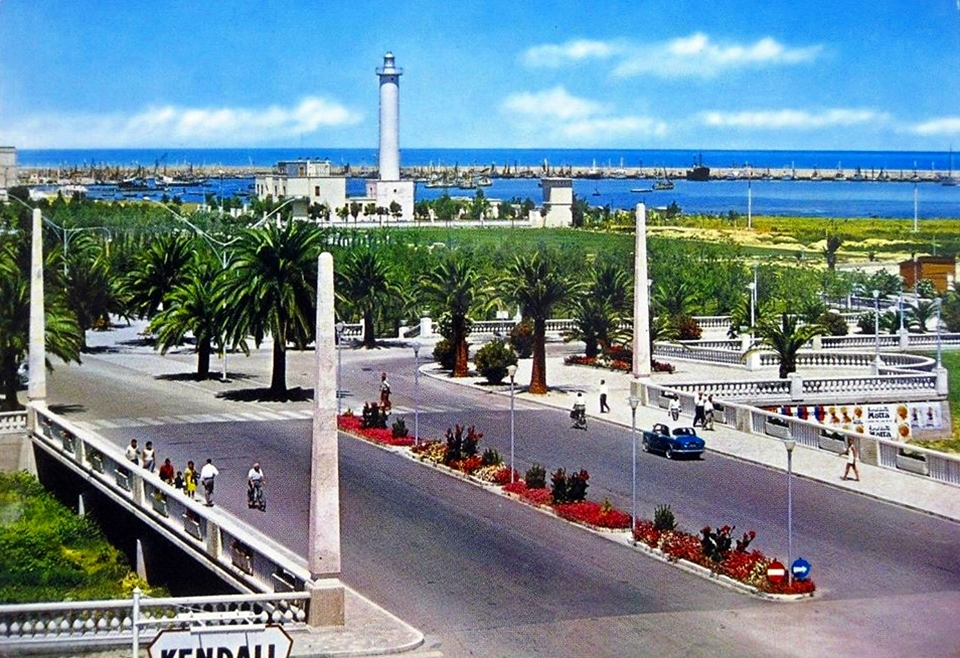
Il ponte sull'Albula negli anni '60

Viale Trieste negli anni '60

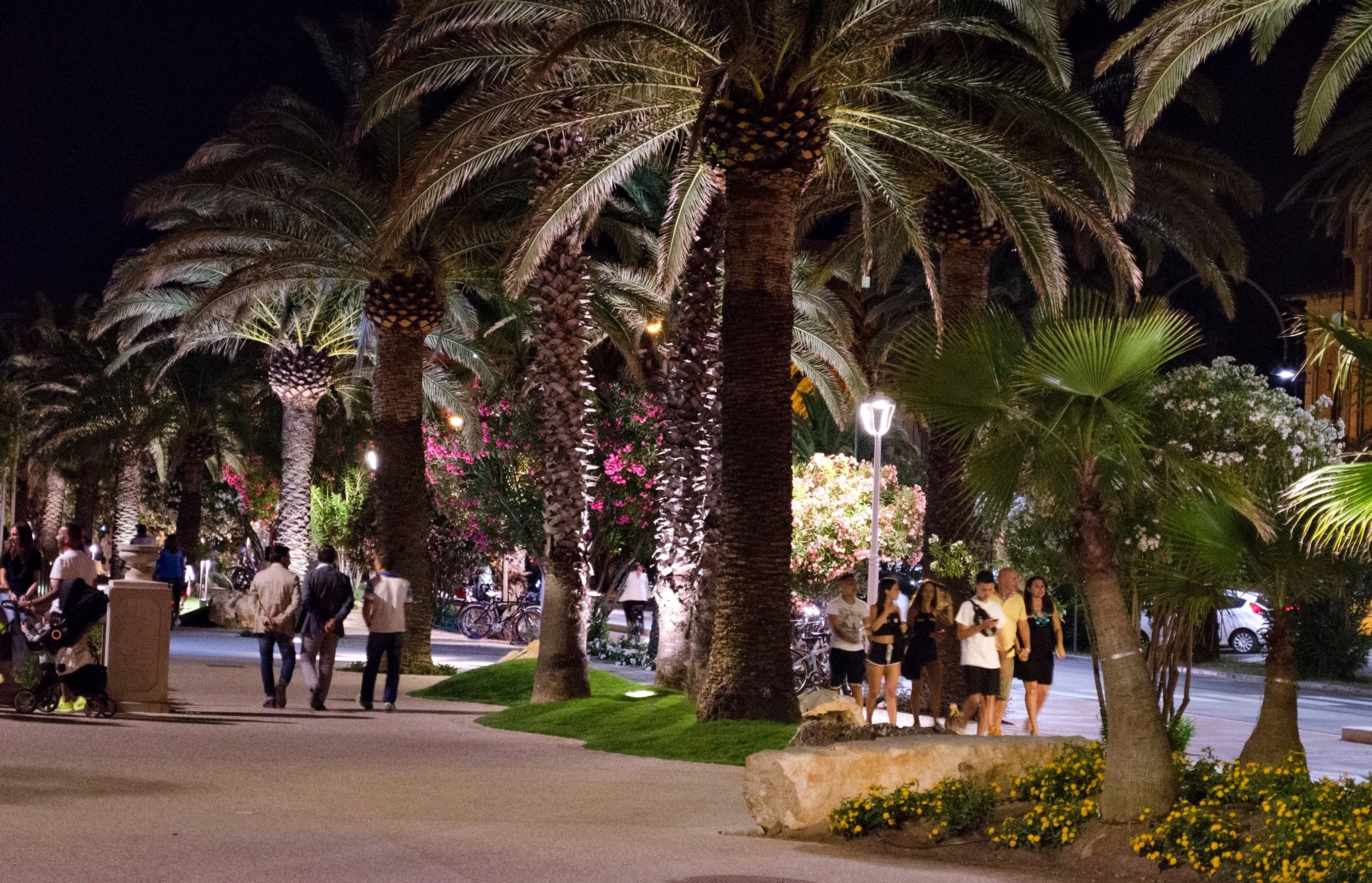
Tratto iniziale di Viale Trieste

Il lungomare nord, è il tratto di strada che dalla rotonda Giorgini si estende per circa 2,5 km, in direzione sud, fino all'edificio "Las Vegas". Parte integrante del lungomare nord è viale delle Tamerici, che dal Molo sud del porto, si congiunge con Viale Bruno Buozzi all'altezza del ponte sull'Albula.
Importante arteria di collegamento, fra la zona nord e sud della città, con i suoi oltre 40 metri di larghezza è composta da 2 ampie carreggiate riservata a tutti i veicoli a motore, separate da siepi spartitraffico estese per tutta l'arteria, ingloba una pista ciclabile ampia, colorata e protetta, ampi marciapiedi ad ovest dove sono presenti strutture ricettive alberghiere e civili abitazioni, ad est sono presenti numerosi stabilimenti balneari con accessi alla spiaggia. Caratterizzato dalla presenza di varie qualità di essenze arboree, tra le quali migliaia di palme, oleandri di varia colorazione e tamerici.
Dalla sua inaugurazione, negli anni Trenta, la composizione architettonica è rimasta invariata.Il 28 gennaio 2015, è stato presentato il progetto di restyling del lungomare nord, prevede di non stravolgere quello redatto negli anni trenta dall’ing. Luigi Onorati, è stata scelta una ristrutturazione eseguita a stralci.

### La riqualificazione

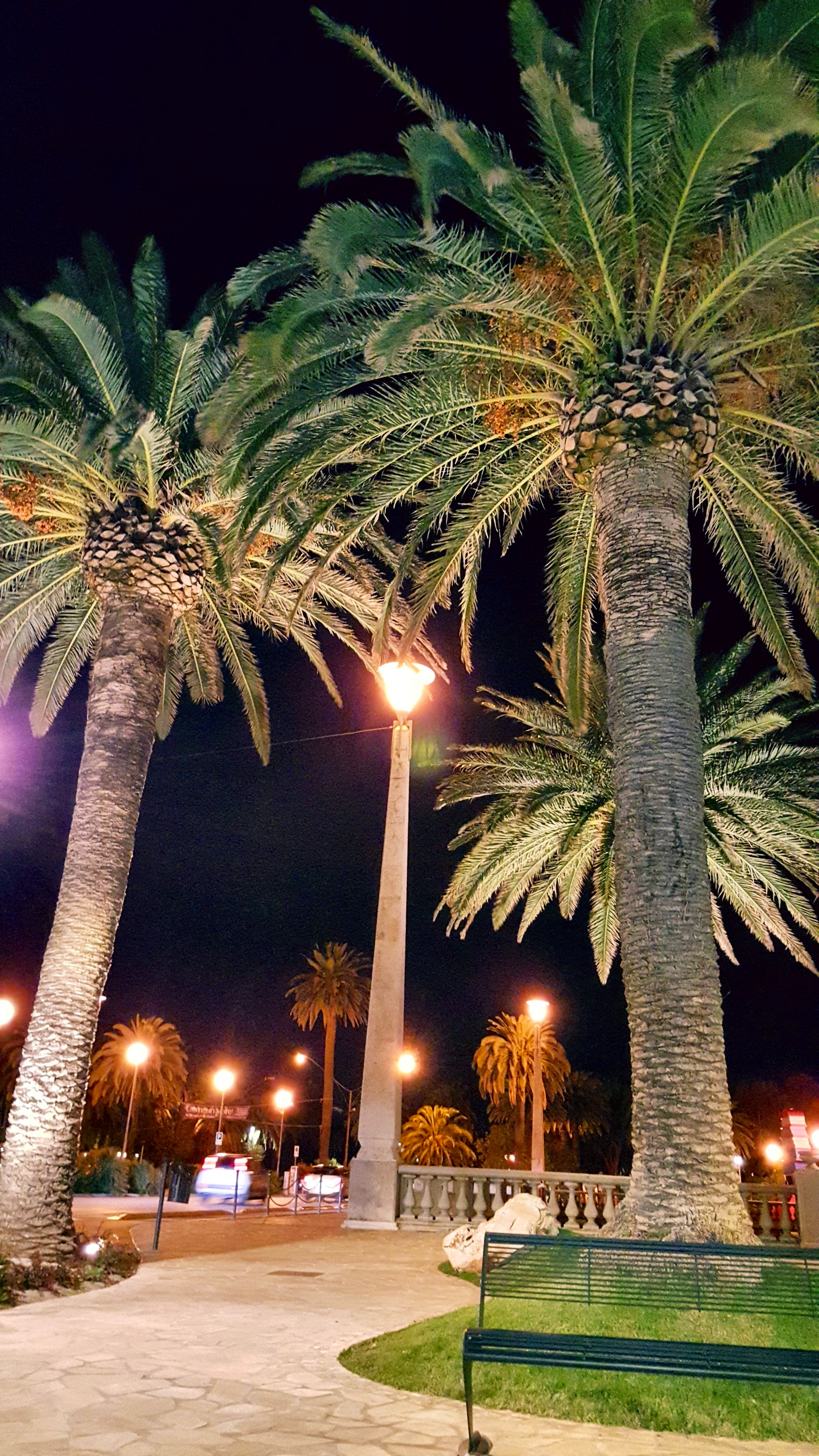
Tratto pedonale del lungomare nord

Nel 2016 sono iniziati i lavori di riqualificazione del lungomare nord, che si estende per circa 2 km e va dal "Palazzo Las Vegas" al torrente Albula. Il progetto di riqualificazione è risultato attento a conservare e recuperare le caratteristiche dell’opera progettata negli anni ’30 dall’ing. Luigi Onorati. Durante la fase di riqualificazione del primo stralcio di 500 metri, hanno trovato spazio delle aiuole inerbite sul marciapiede, di forma prevalentemente circolare e curvilinea, per delimitare e meglio sottolineare le preesistenti essenze arboree, la pavimentazione del marciapiede è stata realizzata, sia dal punto di vista architettonico che cromatico, in sintonia con quella collocata sul lungomare sud con l'utilizzo, questa volta, della quarzite di Barge lo stesso materiale usato dall ingegnere Luigi Onorati che negli anni trenta realizzo il primo tratto del lungomare Cristoforo Colombo oggi viale Bruno Buozzi. Adiacente al marciapiede, ha trovato posto la rinnovata pista ciclabile, larga tre metri, realizzata in calcestruzzo drenante, molto resistente all’usura, di un colore armonizzato col resto del lavoro e soprattutto con una caratteristica davvero innovativa, l’alta permeabilità. La pista ciclabile è separata dalla carreggiata stradale da un cordolo in pietra naturale largo mezzo metro. Fra il marciapiede e la pista ciclabile sono state inserite rastrelliera per biciclette. L'intero impianto di illuminazione è a tecnologia Led a bassissimo consumo energetico. Una particolarità dell'impianto di illuminazione è che lo stesso è "intelligente", ovvero, grazie alla tecnologia SMART, consente, tramite onde radio, di collegare fra loro diverse apparecchiature quali la videosorveglianza, per il rilevamento del particolato e dei rumori, per le connessioni internet tramite Wi-Fi e per la filodiffusione.

### Aree fitness
Situata a ridosso del campo sportivo "Giulio Merlini" ad ovest e ad est del lungomare "Alfredo Scipioni", vi è la pineta Falcone - Borsellino, ampia area verde ricca di alberi della specie pinus brutia, attrezzata per varie discipline sportive.  
Ubicata nel giardino fra il torrente Albula e la prima concessione balneare, nel giugno 2020 è stata dedicata un'area attrezzata fruibile gratuitamente, per la disciplina sportiva calisthenics. Nel 2021 è stata ampliata con l'aggiunta di nuove attrezzature ad'oggi consente di usufruire su un'area di 130 mq.

### Lavori in Corso
Nell'aprile 2020 è stato approvato dalla giunta comunale il progetto definitivo per il rifacimento dell'ultimo tratto del lungomare. A settembre 2020 si procederà per la riqualificazione.

## Lungomare sud
Il lungomare sud, è il tratto di strada che da piazza Salvo D'Acquisto, nel quartiere Porto d'Ascoli, si estende verso nord in direzione San Benedetto. Nel 1935,  con l'annessione della località di Porto D'Ascoli al comune di San Benedetto del Tronto, vi è stata l'unione dei due lungomari,  ha consentito l'espansione in un unico Viale a ridosso della spiaggia.
Lungo 2 km, nel corso degli anni ha ricevuto interventi di riqualificazione, la più recente negli anni 2000, su progetto dell'architetto Farnush Davarpanah. Le caratteristiche di questo tratto di lungomare sono gli ampi spazi riservati ai pedoni, vi è infatti un ampio marciapiede affiancato da una pista ciclabile, lunga tutto il tratto del viale che si ricongiunge con la ciclabile del lungomare nord di San Benedetto; è presente, per i veicoli a motore, una carreggiata a senso unico di circolazione in direzione nord.

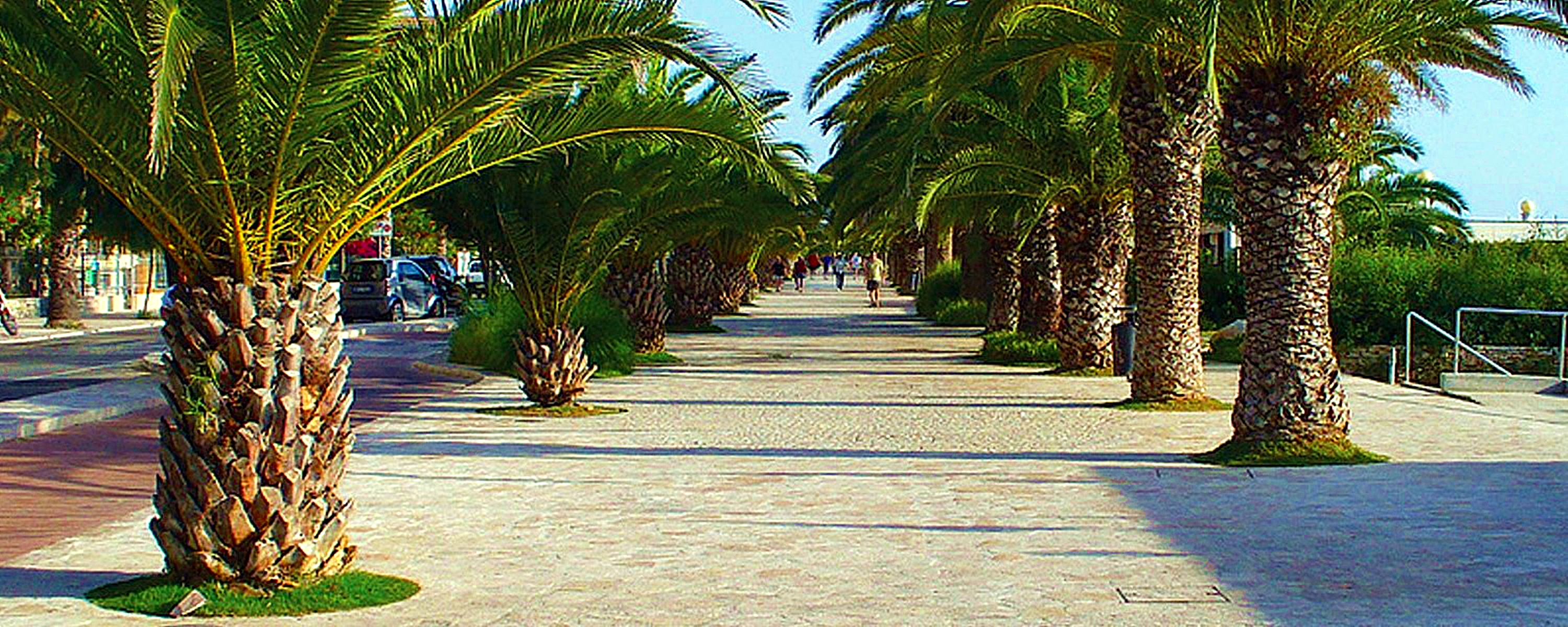
Tratto pedonale del lungomare sud

Nella riqualificazione, iniziata nel 2004 terminata nel 2007,  sono stati creati spazi ricreativi e oasi con giochi d'acqua, laghetti, piccole cascate artificiali, giochi di luce, ampi spazi verdi con diverse essenze arboree, panchine, poltrone per rilassarsi e giochi per bimbi. L'intero lungomare sud è completamente illuminato a tecnologia Led.

### Giardini tematici

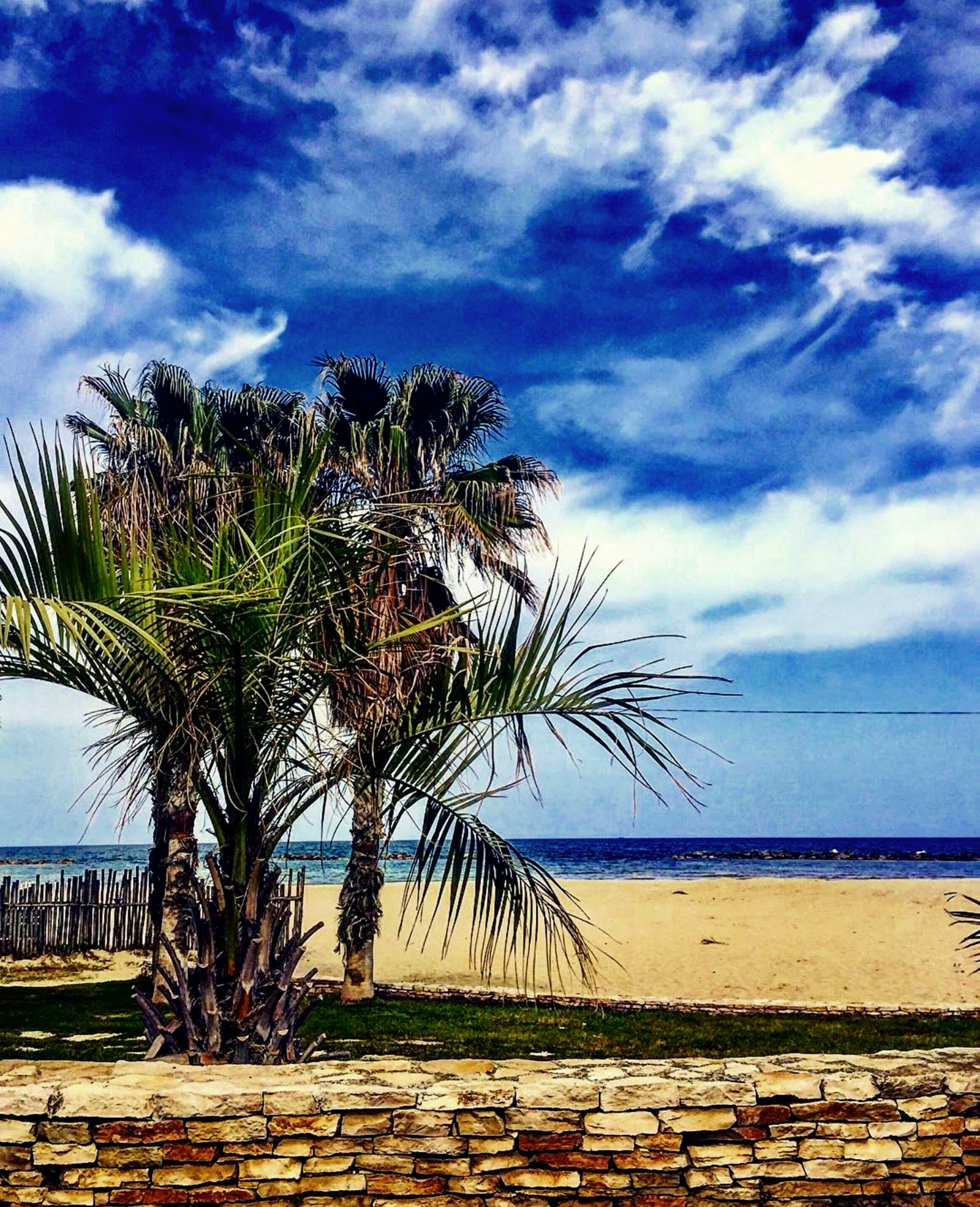
Oasi artificiali

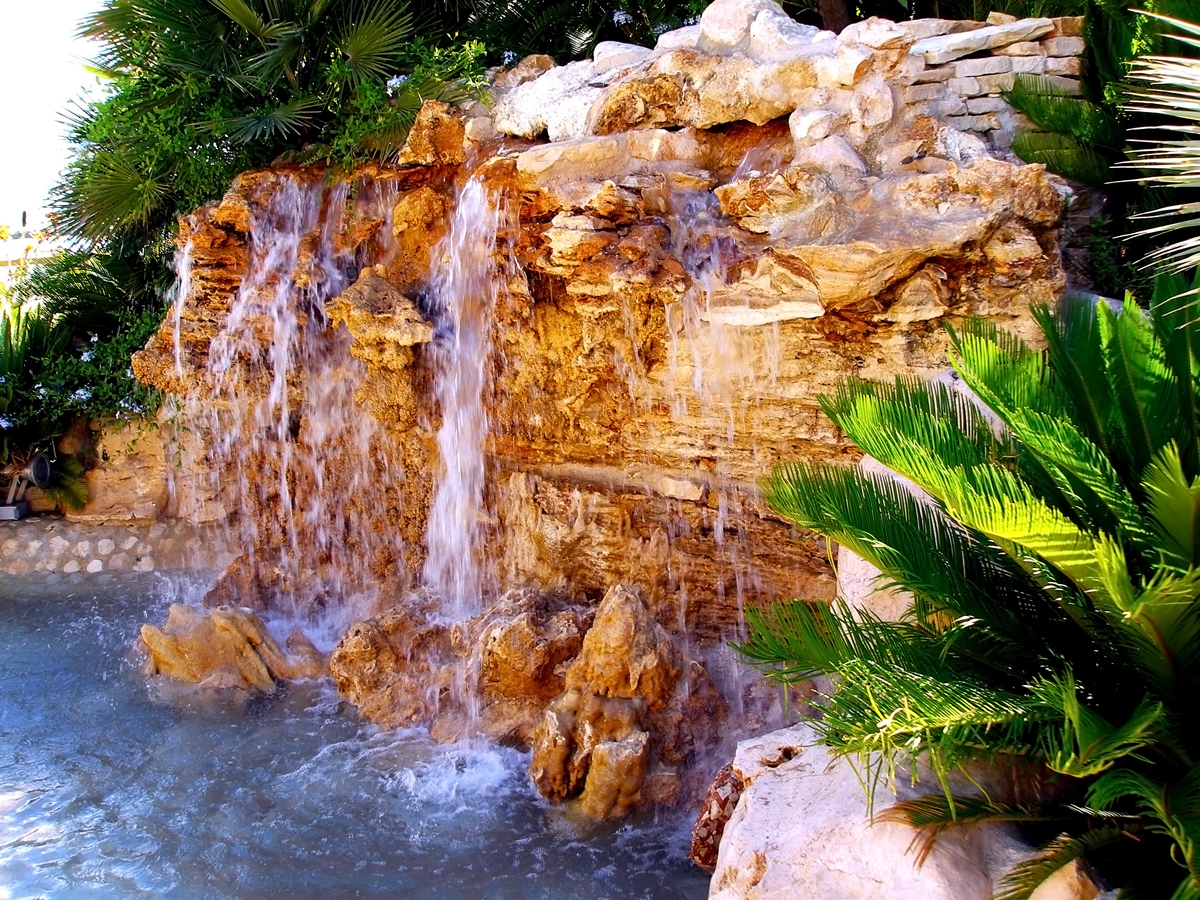
Cascata artificiale

Fiore all'occhiello della riqualificazione sono i giardini tematici del parco naturalistico del lungomare sud di San Benedetto: il giardino multisensoriale, il giardino di campagna, il giardino dei Bambini, della Salute, degli Agrumi, del Mediterraneo, delle Palme, l’Arido, l’Umido, delle Rose. 
La particolarità di questi giardini sono la moltitudine di specie botaniche sono presenti più di 1000 specie di piante e fiori:
- Giardino Multisensoriale - dislocato fra le concessioni numero 52 e 53, comprende ben 19 specie botaniche dalla lavandula al filadelfo [34]
- Giardino di Campagna - dislocato fra le concessioni numero 66 e 67,Nel Giardino di campagna dalla salvia ornamentale a l'ibisco sono alcune delle 26 specie botaniche presenti nel giardino di campagna.[35]
- Giardino dei Bambini - dislocato nelle concessione numero 71, presenta 20 specie botaniche fra cui: la tulbaghia, cycas, Chamaerops humilis, yucca e butia.[36]
- Giardino della Salute - dislocato fra le concessioni numero 75 e 76,[37] vi sono ben 28 essenze arboree fra cui: il rosmarino, salvia, mentha e lavandula.
- Giardino degli Agrumi - dislocato fra le concessioni numero 82 e  83, sono presenti 13 piante di varie specie,[38] la specie capostipite è l'arancio trifogliato.
- Giardino Mediterraneo - dislocato fra le concessioni numero 84 e 85,[39] le essenze sono quelle tipiche della macchia mediterranea, presenti in 34 specie botaniche fra cui fillirea e degli esemplari di melograno nano.
- Giardino delle Palme - dislocato fra le concessioni numero 86 e 87, simbolo dell'intera riviera sambenedettese, presenta 26 varietà di palme fra cui: palma delle canarie, phoenix sylvestris e palma da cocco per citarne alcune.[40]
- Giardino Arido - dislocato fra le concessioni numero 92 e 93, presenta un ambiente desertico armonizzato da diversi giardini rocciosi nei quali troviamo 41 diverse specie di piante succulente fra cui vari cactus e varie echinocactus.[41]
- Giardino Umido - dislocato fra le concessioni numero 94 e 95, nel quale è presente un laghetto, sono presenti diverse specie arbustive e specie arboree tra cui le graminacee tra le quali spicca il miscanto, pennisetum setaceum e saggina spagnola.[42]
- Giardino delle Rose - dislocato fra le concessioni numero 98 e 99, l'ultimo in direzione sud, sono presenti 27 diverse specie di rose.[43]

## Monumenti e luoghi

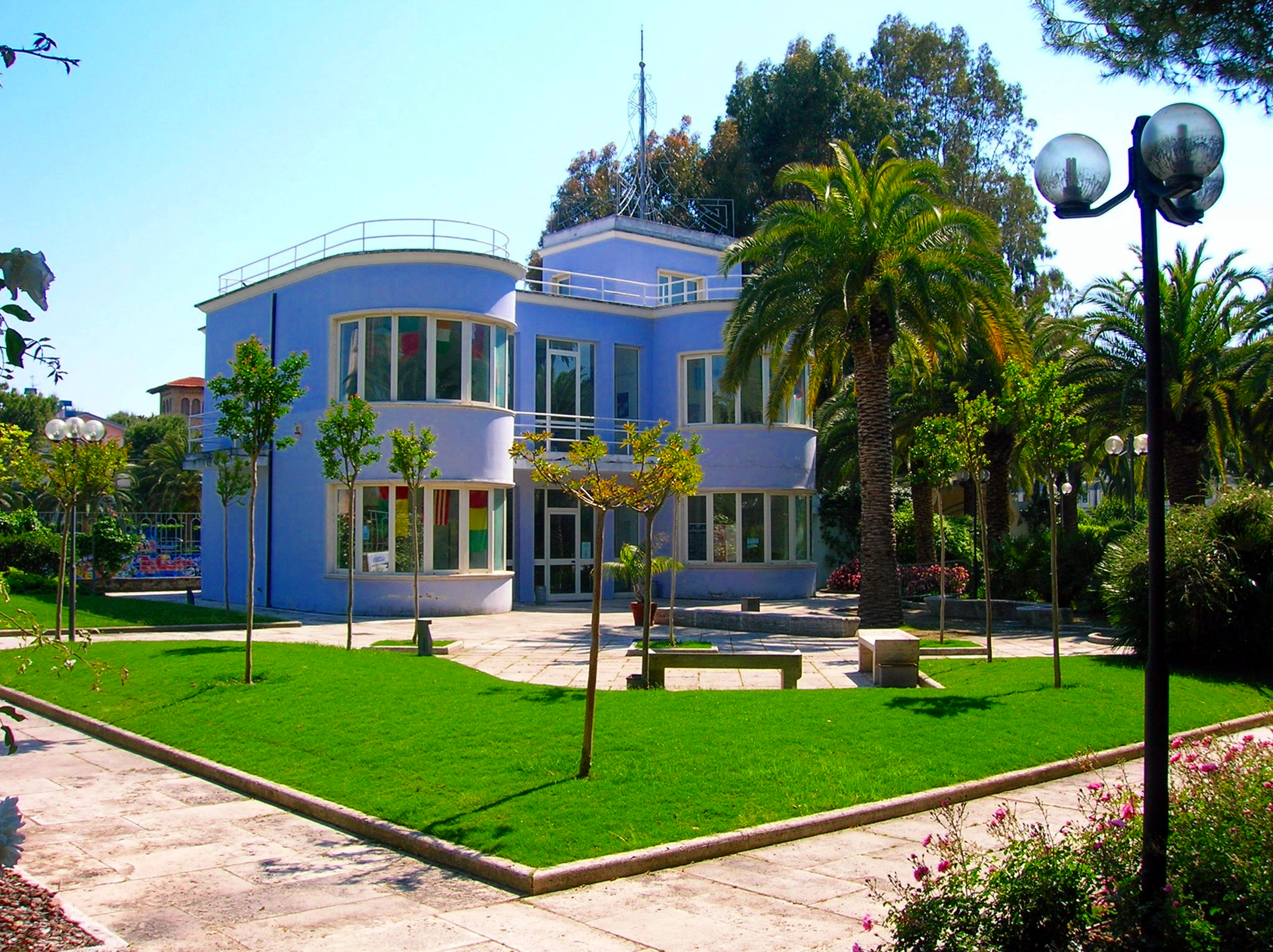
La Palazzina Azzurra

- Palazzina Azzurra — collocata all'ingresso del Lungomare nord, fu realizzata nel 1935 dall'ing. Luigi Onorati. In un primo tempo luogo di ritrovo mondano, oggi è luogo di mostre; al suo interno è presente un giardino con varie essenze floreali e la scultura in neon colorato Vale&Tino di Marco Lodola.[44]
- Cappella dell’Immacolata — è una chiesa di piccole dimensioni situata sul lungomare nord, per residenti e turisti è la Chiesetta di legno.[45]
- Centro storico del mare — situato all'inizio del lungomare nord, ne fanno parte gli stabilimenti balneari della città costruiti intorno agli anni cinquanta e sessanta.
- Monumento Nespolo — situato all'inizio del lungomare nord, Lavorare, lavorare, preferisco il rumore del mare, è il monumento di parole dell'artistica Ugo Nespolo.[46]
- Monumento al pescatore — il monumento inneggia la figura del Pescatore è collocato fra il molo sud del porto e il lungomare nord, adicente al Parco “Nuttate de lune”, è una scultura dell'artista grottammarese Cleto Capponi.[47]
- Piazza Carlo Giorgini (la Rotonda) — costruita negli anni 30, su progetto dall'ingegnere Luigi Onorati, è divenuta negli anni il luogo di riferimento della San Benedetto turistica. Di medie dimensioni, accoglie i mercati rionali settimanali, manifestazioni culturali, sportive e congressuali.[48][49] Ospita la mostra mercato dell'antiquariato l'Antico e le palme, che si svolge due volte all'anno, nei periodi invernali e estivi.[50] Meglio conosciuta come la Rotonda è una sorta di punto di arrivo e di partenza che guarda a sud verso il lungomare e l'altra Rotonda Salvo D’Acquisto (di Porto d'Ascoli) e ad ovest verso l'isola pedonale e Viale Secondo Moretti. Attrazione principale è la fontana al centro della piazza.

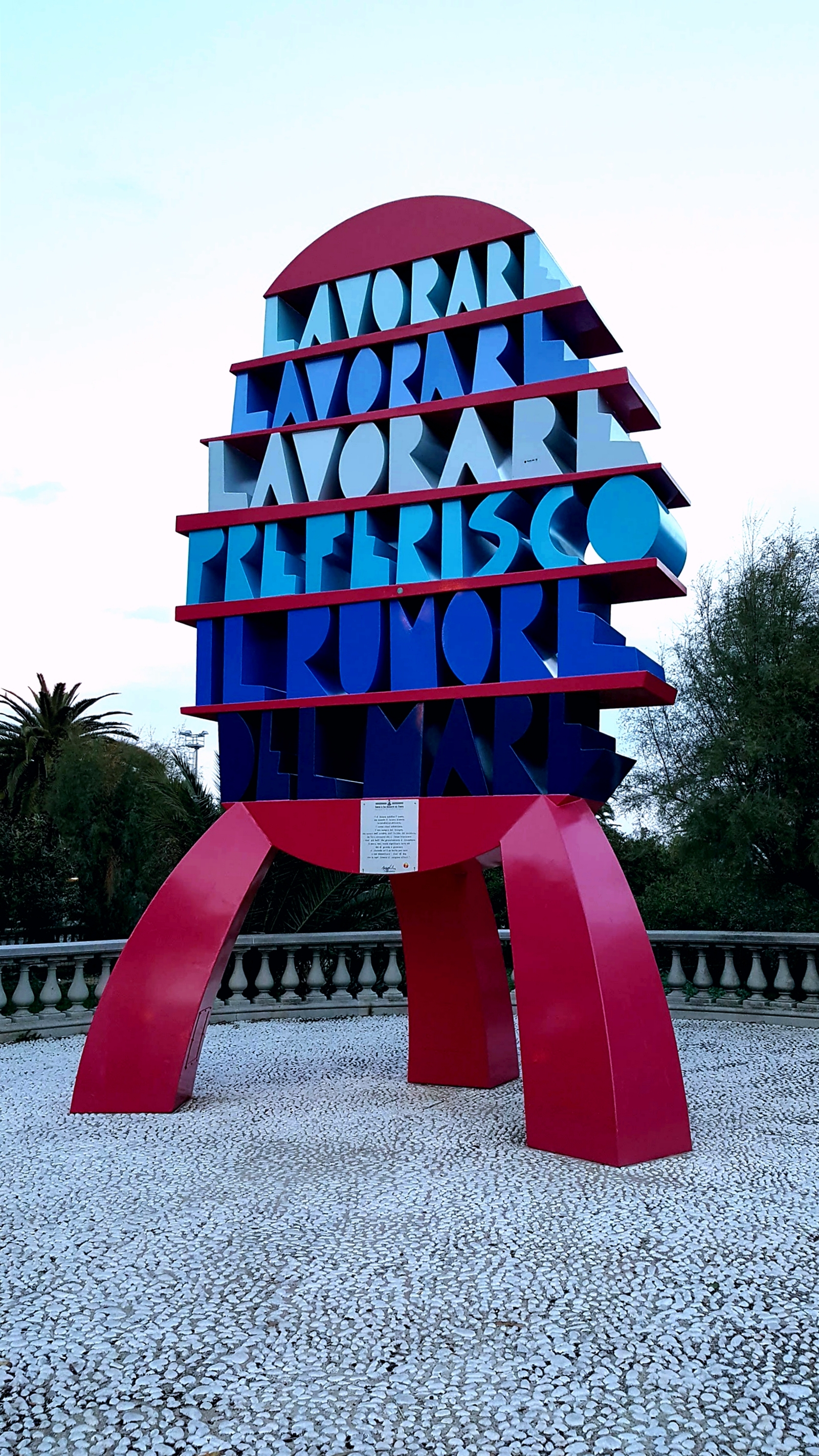
Monumento di Ugo Nespolo.

- Parco “Nuttate de lune” — è un parco situato all'inizio del lungomare nord, alla foce del torrente Albula. “Nuttate de lune” è il titolo di una canzone dialettale sambenedettese, dedicata ai pescatori e alla marineria locale, fu scritta negli anni trenta.[51]
- Monumento a Salvo d'Acquisto — situata presso il lungomare sud, è una scultura in bronzo alta 8,5 metri, è l'omaggio della città al vicebrigadiere Salvo D'Acquisto.[52]
- Giardino zio Marcello — situato nell'area dell'ex camping, presso il lungomare Scipioni, intitolato a Marcello Camiscioni pioniere del turismo sambenedettese.[53] Si svolgono nel parco diverse attività dalle fiere a lezioni di educazione stradale con percorsi ciclabili.[54]
- San Beach Arena — realizzata dal comune di San Benedetto del Tronto, situata a pochi metri del lungomare Marconi, nell'ex-campo "Rodi", è un complesso sportivo adibito agli sport su sabbia; teatro di eventi sportivi e manifestazioni nazionali ed internazionali nel periodo estivo.[55][56]  Diverse le attività sportive che si svolgono dal Beach soccer al Footvolley. La San Beach Arena può ospitare circa 800 posti a sedere per il pubblico e gli spettatori.[57]
- UNICAM-Biologia della Nutrizione —  situata all'interno dell’ex Gil, sul Lungomare Scipioni, è presente dal 2009 la sede distaccata dell'Università di Camerino facoltà di Scienze e Tecnologie, nella quale si svolgono corsi di laurea triennale in Biologia e Biologia della Nutrizione.[58]
- Pista ciclabile — Progettata e costruita negli anni novanta,  ristrutturata negli anni duemila,  la pista ciclabile, lunga circa 5 km e larga 3 m, percorre tutto il lungomare; all'altezza del ponte sul torrente Albula la pista si divide in due percorsi, andando diritto si punta verso il porto, a sinistra si va verso il centro e senza interruzione, in direzione nord, presenta un collegamento con la pista ciclabile di Grottammare, in direzione sud immergendosi all'interno del Parco della Sentina.[11] Tutto il tratto di ciclabile del lungomare sud è su cemento, verniciato, protetto e dotato di illuminazione. Il lungomare nord presenta un breve tratto in asfalto e verniciato di verde, mentre con i lavori di ristrutturazione del lungomare nord, la pista ha caratteristiche simile a quelle del lungomare sud.[11] È inserita nel Corridoio Verde Adriatico, la pista ciclabile che costeggia la riviera adriatica e che attraversa sette regioni dal Friuli-Venezia Giulia alla Puglia.[59][60][61] Nel 2015, all'Italian Green Road Award, al Cosmo Bike Show di Verona, è stata premiata come migliore via verde.[62]Nel 2024 l'amministrazione comunale ha fatto installare due colonnine per la manutenzione delle biciclette.[63]